# Haus Fliegenwedel
Haus Fliegenwedel, auch Winzerhaus „Zum Fliegenwedel“, liegt im Stadtteil Niederlößnitz von Radebeul unter der Adresse Am Jacobstein 40. Es ist ein denkmalgeschütztes barockes Winzerhaus am Fuß des Weinbergs Fliegenwedel, gleich östlich von Schloss Wackerbarth. Haus Fliegenwedel stand nicht nur bereits zu DDR-Zeiten unter Denkmalschutz, sondern wurde bereits 1904 im Gurlitt als Weinbergshaus beschrieben.

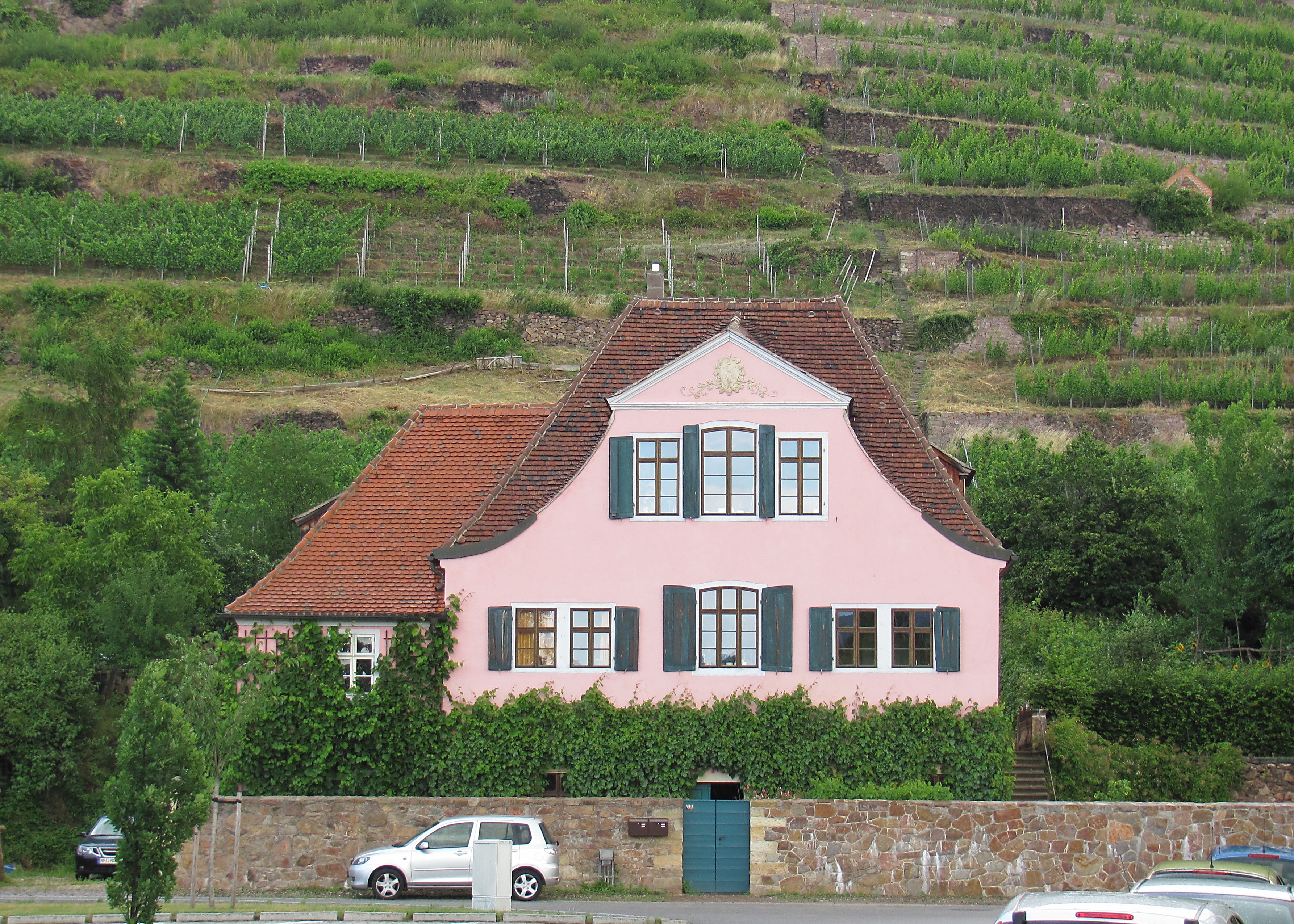
Haus Fliegenwedel vor dem gleichnamigen Weinberg

Der Fliegenwedel, dessen Namensherkunft unklar ist, gehört zur Weinbaulage Radebeuler Johannisberg innerhalb der Großlage Lößnitz und liegt im Denkmalschutzgebiet Historische Weinberglandschaft Radebeul.
Haus Fliegenwedel ist ein „Zeugnis für den jahrhundertelangen Weinbau in der Lößnitz, bau- und ortsgeschichtlich sowie künstlerisch bedeutend“.

## Beschreibung

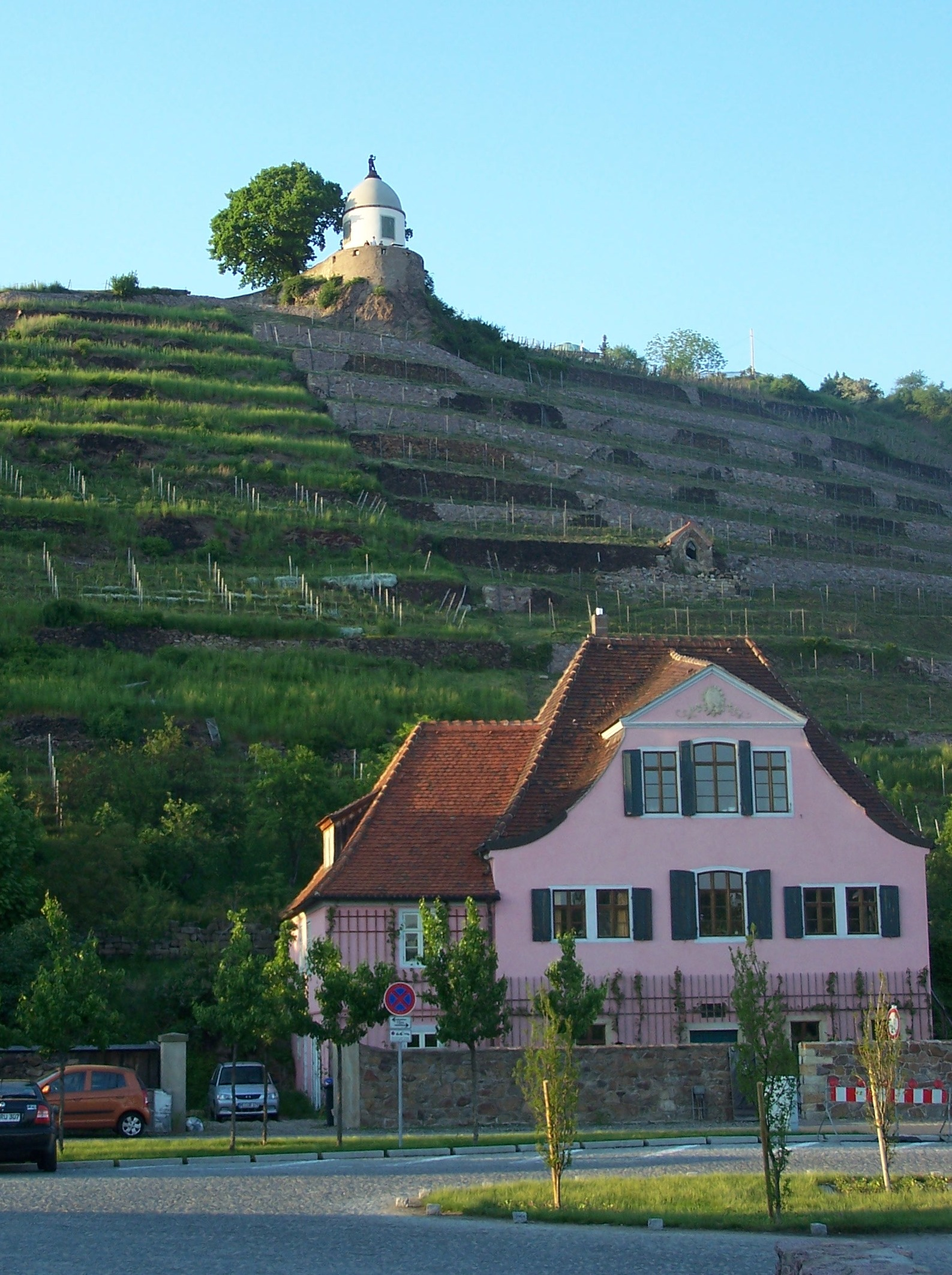
Haus Fliegenwedel vor dem gleichnamigen Weinberg, oben der Jacobstein

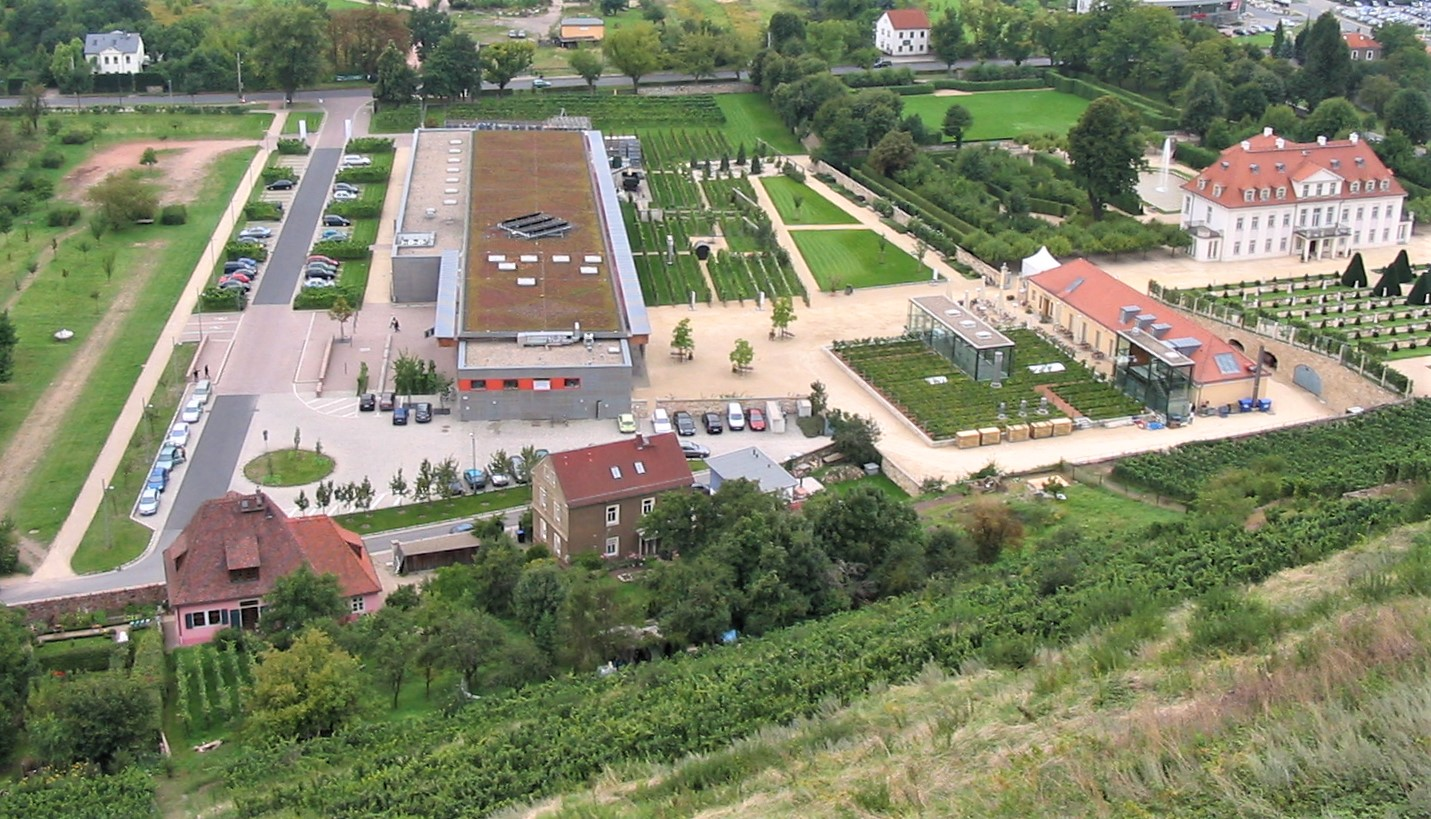
Blick vom Jacobstein auf Haus Fliegenwedel (links unten) und Schloss Wackerbarth. Oben verläuft quer die Meißner Straße

Der zweigeschossige, rosarot gestrichene Bau mit einem hohen und steilen Walmdach steht traufständig zur Straße. Auf der linken Seite befindet sich ein ebenfalls zweigeschossiger, jedoch von der Firsthöhe her niedrigerer Anbau mit einer Breite von einer Fensterachse und ebenfalls einem Walmdach. In der Straßenansicht steht vor dem Hauptbaukörper ein über die ganze Breite gehendes, geschwungenes Zwerchhaus von geschwungener Form, obenauf ein Dreiecksgiebel mit einer Stuckornamentik. Diese zeigt als Initiale des Nachnamens der heutigen Besitzer den Buchstaben H, umgeben von Weinlaub. In der rechten Seitenansicht führt eine Freitreppe mit Balustern zu einer Plattform im  Obergeschoss, die zur Rückseite des Hauses und dort auf den steil ansteigenden Weinberg führt.
Das Gebäude steht auf einem etwa 60 m² großen Gewölbekeller, dem historischen Weinkeller. Im Erdgeschoss darüber befindet sich, auf Grund der Hanglage auch teilweise in den Berg hineingebaut, der ehemalige Pressraum nebst einem weiteren, kleinen Kellerraum. Die Wohnräume des Winzerhauses befanden sich im Obergeschoss sowie im Dachgeschoss, zu dem eine hölzerne Wendeltreppe führt.
Die Fassaden des Barockgebäudes sind schlicht verputzt. In der Straßenansicht finden sich mit Wein berankte Spaliere.
Die Einfriedung besteht aus einer Bruchsteinmauer mit einem Durchlass vor dem mittig angebrachten Eingang sowie einer Toreinfahrt auf der linken Seite aus zwei mächtigen Pfeilern mit Abdeckplatten.
Das Haus Fliegenwedel mit seinem charakteristischen Giebel wird als fließender Übergang von den schlichten Winzerhäusern der Lößnitz hin zu den mehr herrschaftlichen Häusern beispielhaft erwähnt.

## Geschichte

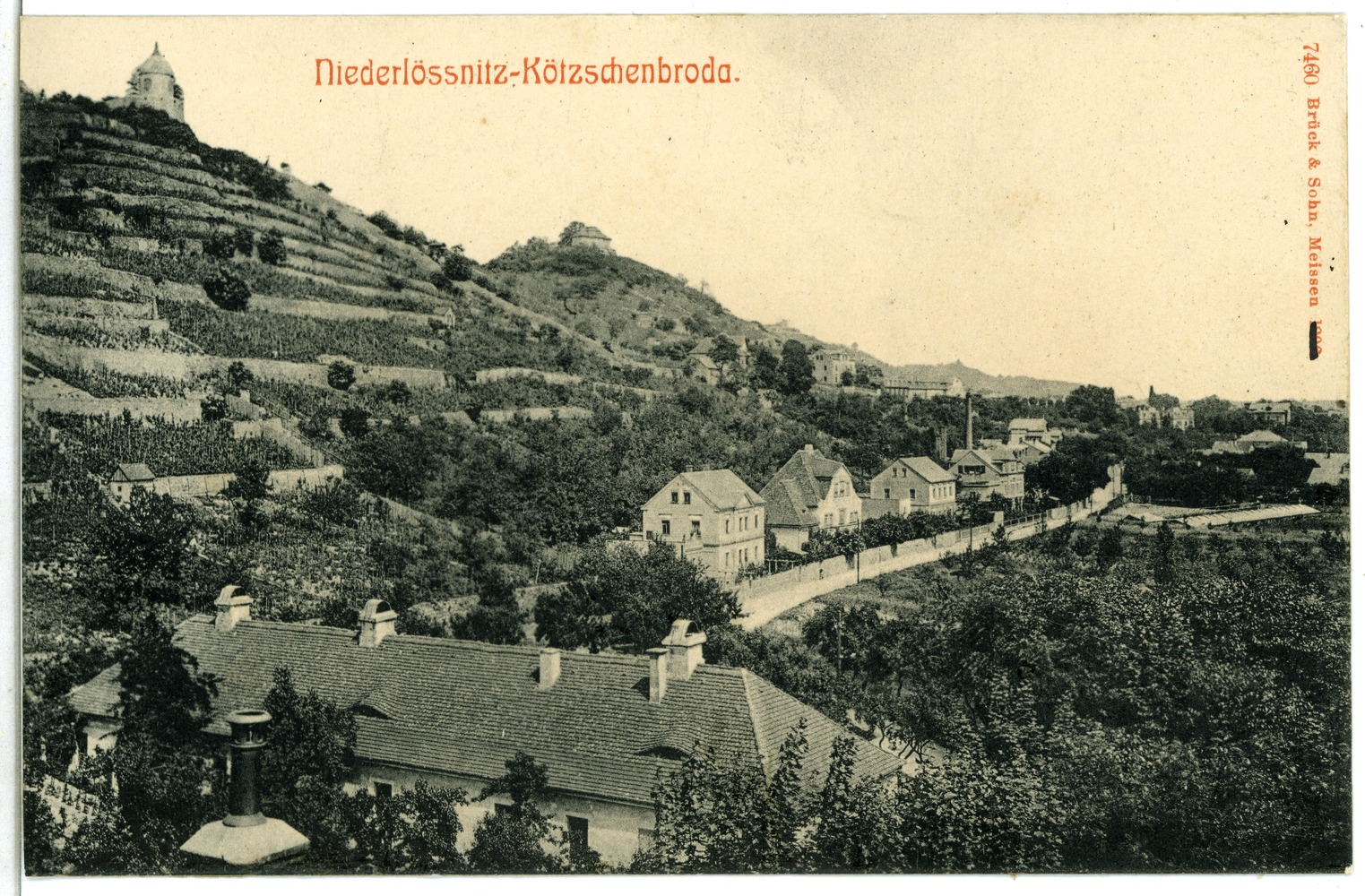
Haus Fliegenwedel (Bildmitte) und Nachbarhäuser vom Dach von Schloss Wackerbarth aus (1906)

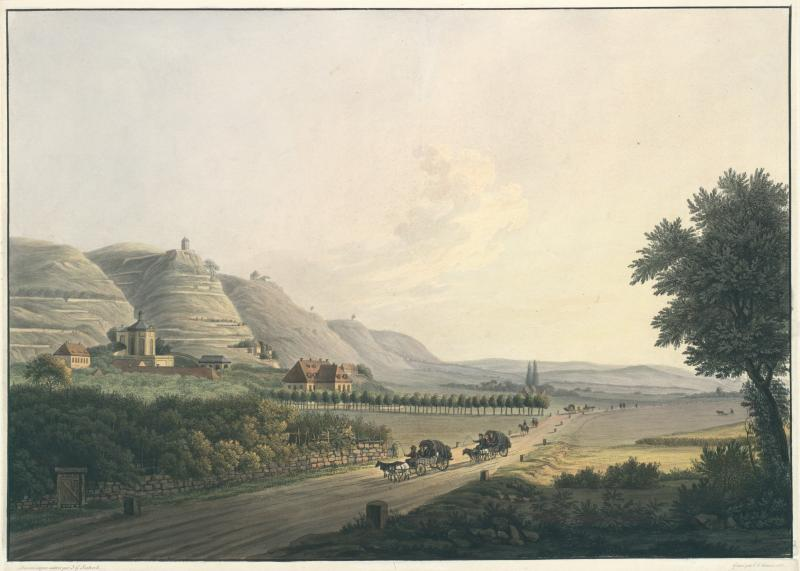
Christian Gottlob Hammer: Vue de Wackerbarthsruhe aux environs de Dresde, prise sur la grande Route de Leipzig, 1805: Unterhalb des Jacobsteins steht Haus Fliegenwedel

Für das Jahr 1544 ist dokumentiert, dass sich der Weinberg Fliegenwedel ebenso wie der westlich benachbarte Bischofsberg in bischöflich-Meißnischem Besitz befand.
Im Jahr 1599 wurden die Berge aus kurfürstlichem Besitz veräußert. 1674 wurde der Fliegenwedel, der eine Größe von etwa 30 Pfahlhaufen hatte, für 250 Taler an den Landrentmeister (vermutlich Kämmerer) Sebastian Rothe verkauft. An der Stelle des heutigen, 1675 für ihn auf dem alten Keller gebauten Hauses stand bereits ein Kelterhaus. Um 1700 erwarb das Anwesen der Rothenthaler Hammerwerks-Besitzer Gottfried Salomon Lingke, einschließlich eines Teils des angrenzenden Bischofsbergs. Der andere Teil des Bischofsbergs war im Besitz der Frau verw. Hornin geb. Lingke. Beide benutzten gemeinsam das bestehende Weinbergshaus, insbesondere die Weinpresse. 1731 wurde Lingkes Witwe, eine Tochter von Rothe, Eigentümerin von Haus und Weinberg.
Gemeinsam verkauften die beiden 1738 für 1.340 Taler an den Dresdner Hofböttchermeister und Ratseichmeister Jacob Krause, der 1742 auf einem Felsvorsprung oberhalb seines Weinbergsbesitzes Fliegenwedel als weithin sichtbares Zeichen den nach ihm benannten Jacobstein erbaute. Dieser diente ursprünglich als Winzerunterkunft und zur Geräteaufbewahrung, wurde später jedoch auch als Lusthäuschen genutzt. Das aus dem 17. Jahrhundert stammende Winzerhaus wurde von ihm zur heutigen barocken Form mit dem stark geschweiften Südgiebel umgebaut und aufgestockt. Die von Krause verwendeten Treppenstufen stammten aus dem 1701 abgebrannten Residenzschloss Dresden. Ein 1770 nach Krauses Tod aufgestelltes Inventar gibt Auskunft über die damalige Raumaufteilung: Im Erdgeschoss eine große Stube, eine kleinere Schlafstube, eine kleine Eckstube und die Küche mit einem Gewölbe für Geschirr, im Obergeschoss die große Sommerstube und daneben drei Kammern sowie im zweiten Obergeschoss eine weitere Kammer. Krauses Schwiegersohn, der Dresdner Weinhändler Samuel Bauer, kaufte den Fliegenwedel mit Gebäuden und Inventar für 2.940 Taler von Krauses Witwe Erdmuthe Sophie geb. Roos.
Familie Bauer verkaufte das Anwesen 1797 an den Rittergutsbesitzer Carl Friedrich Clauß auf Kohlsdorf, der ihn bereits zwei Jahre später, 1799, an Christian Friedrich von Gregory auf dem benachbarten Wackerbarths Ruhe veräußerte. 1808 erhielt ihn sein Sohn, der Bankier Albert Friedrich von Gregory. Der Raugraf von Wackerbarth, der 1809 Wackerbarths Ruhe von Gregory gekauft hatte, kaufte im Folgejahr 1810 für 3.100 Taler auch den Fliegenwedel. Bei der Zwangsversteigerung von Wackerbarths Ruhe 1816 ging das Fliegenwedel-Anwesen für 1.500 Taler an die Dresdner Kaufleute Christian Gottlieb Maukisch und Christian Gottlob Rosenbaum als Auslöse für deren 1. Hypothek. Von diesen erwarb ihn 1824 der Kaufmann Joachim Kaiser. Nachdem der Raugraf Wackerbarth´s Ruhe aus der Konkursmasse zurückerworben hatte, kauft er für 1.800 Taler auch den Fliegenwedel zurück. Seitdem gehört der Weinberg mit dem Jacobstein zum Ensemble von Schloss Wackerbarth, mit dem er als denkmalpflegerische Sachgesamtheit unter Denkmalschutz steht, und Haus Fliegenwedel hat davon getrennte Besitzer.
Nach einem Bankier Rosenbaum erwarb Samuel Mögel 1835 das Haus, in das wahrscheinlich er beim Umbau 1854 (oder 1845) innen eine Schwarzküche einbaute. 1862 erhielt das Haus Fliegenwedel von Gottlob Schönhals aus Sora auf der Westseite den heutigen großen Anbau, damals noch als Stallgebäude. Dann folgten 1912 Schönhals' Witwe Bertha, 1916 Fr. Osk. Müller, 1936 Fr. verw. Müllers geb. Nedefs sowie von 1937 bis 1942 Müllers Erben.
1957 wurden zwei Steigessen durch eine Russische Esse ersetzt. Aufgrund des schlechten baulichen Zustands sollte das Gebäude Mitte der 1970er Jahre abgerissen werden, Widersprüche unter anderem des ehrenamtlichen Aktiv für Denkmalpflege Radebeul, namentlich aber auch des Baumeisters Franz Jörissen, verhinderten dies. Nach dem Tod des letzten Besitzers und Bewohners Erich Müller 1978 stand das Haus leer und verfiel, bis es 1984 verkauft und ab da bis 1995 durch den heutigen Besitzer, einen ortsansässigen Architekten, gerettet und nach historischen Plänen instand gesetzt wurde.
Die heutigen Besitzer erhielten im Jahr 1998 für die vorbildliche Sanierung des Baudenkmals den Radebeuler Bauherrenpreis. Haus Fliegenwedel ist eines von fünf Gebäuden in Radebeul, das durch die Deutsche Stiftung Denkmalschutz eine direkte Förderung erhielt (Stand 2016: Haus Fliegenwedel, Mohrenhaus, Meinholdsches Turmhaus, Haus Lorenz, Kulturbahnhof Radebeul Ost).

## Weingut Fliegenwedel
Seit 2010 beherbergt das Weinbergshaus nicht nur die Eigentümerfamilie, sondern neben dem Architekturbüro des Hausherrn Hößelbarth in der ehemaligen Presshalle hinter dem Eingang auch das der Familie gehörende Weingut Fliegenwedel.
In dem hinter dem Haus liegenden Steillagen-Weinberg wurden drei Terrassen wiederaufgerebt; sie produzieren heute auf 0,2 Hektar Rebland Trauben aus den Sorten Müller-Thurgau, Spätburgunder und Traminer. Deren Most reift im sanierten, historischen Weinkeller unter dem Haus. Neben den drei sortenreinen Weinen baut der Winzer auch noch den Rotling Jacobsteiner Rose aus, benannt nach dem oben an der Hangkante stehenden Jacobstein.
Die bei Haus Fliegenwedel verbliebenen Reste des Weinbergs Fliegenwedel gelten als Werk der Landschafts- und Gartengestaltung. Sie gehen hangaufwärts unmittelbar in die ebenfalls denkmalgeschützten Weinberge von Schloss Wackerbarth über.